# Меде, Павла
Павла Янезовна Меде (словен. Pavla Janeza Mede; 29 мая 1919, Накло — 8 января 1943, Осанкариц) — югославская и словенская партизанка, героиня Народно-освободительной войны Югославии. Посмертно удостоена звания Народного героя Югославии.

## Биография
Родилась 29 июня 1919 в деревне Страхинь, муниципалитете Накло, недалеко от Краня. Окончив среднюю школу, поступила на работу на текстильную фабрику «Югобруна» в Кране. В 1935 году вышла замуж за Рудольфа Меде, который работал на фабрике «Семперит» в Кране. Вступила в Коммунистическую партию Югославии в 1936 году.
Когда 26 июля 1941 близ села !!Цегельница у Накло сформировалась Первая краньская партизанская рота, то Павла Меде вступила в неё. Её вступление в ряды партизаны было частью её революционного пути. В роте также служил её муж Рудольф. Рота вступила в бой впервые близ Сторжича, где потерпела поражение и вынуждена была отступить в Удни Боршт, где близ Любляны вошли в Кримский партизанский отряд. Рудольф, которого в рядах партизан называли «Грог», отступил в Доленску и вошёл во 2-й штирский батальон, а Павла осталась в Запотоке]], лагере, где она проводила семинары и собрания. Там с 22 по 25 июня 1942 сделала остановку 2-я группа отрядов, направлявшаяся в Штирию. В её ряды и вошла Руде, став командиром роты 1-го батальона Савинского отряда.
Командирами её батальона были сначала Иван «Старик» Янко (в его честь батальон назывался «Янковым батальоном»), а затем Франц «Поглаен» Кранец («Кранчев батальон»). В составе батальона она участвовала в походе 2-й группы отрядов в Штирию, вела бои на Габрской горе, Жировских вершинах, близ Блегоша и Еловицы. 10 августа 1942 группа около Еловицы разделилась ещё на две группы, в одной из которых и оказался «Кранчев батальон». Он столкнулся с отборными немецкими частями, но сумел прорваться к Кошуту, а затем уйти в Караванке и словенскую Корушку.
В ходе перегруппировки Штирских партизанских отрядов в сентябре 1942 года на основе «Кранчева батальона» были созданы 1-й батальон Похорского отряда, который часто сам и называется Похорским отрядом. Рудольф Меде временно командовал этим отрядом, а политкомиссаром там был Йоже «Мених» Райко. Павла в составе 3-й роты отступила в конце сентября 1942 в Похорье. После его реорганизации 3 ноября 1942, когда в состав батальона вошли Шалешская, Савинская и Пушская роты, Павла возглавила женский взвод, а Рудольф стал полноправным постоянным командиром батальона.
Во время боевых походов Похорского батальона в ноябре и декабре 1942 года Павла Меде проявила себя с наилучших сторон: 5 ноября 1942 ею была одержана победа на реке Мислине как командующей женским отрядам. Через два дня Похорский батальон разбил отряд из немецких полицаев и карателей на склоне Рогле, возле Оструха. Павла Меде впервые после этого удостоилась похвалы от военных корреспондентов 2-й группы партизанских отрядов. 23 ноября 1942 в рапорте Главного штаба словенских партизанских отрядов Павла Меде была упомняута как «Катарина» (её прозвище в отряде):

В батальоне есть специальный женский отряд (11 партизанок), который отлично себя проявил в ходе своей борьбы... Командир отряда, товарищ Катарина — одна из самых храбрых партизанок Штирии.
Оригинальный текст (серб.)Батаљон има специјалан женски вод (11 партизанки), који се у свим борбама одлично показао... Водник, другарица Катарина, спада међу најхрабрије партизанке у Штајерској.

Также было упомянуто 10 января 1943 в сообщении Главному штабу от штаба 4-й оперативной зоны, что Павла Меде проявила себя в бою с лучших сторон.
8 января 1943 Павла погибла в последнем бою Похорского батальона в Осанкарице. 11 января 1943 она и ещё 65 убитых партизан были похоронены немцами в Граце. Указом Президиума Народной скупщины Федеративной Народной Республики Югославии от 20 декабря 1951 Павле было посмертно присвоено звание Народного героя Югославии.